# リリウス日
リリウス日（Lilian Day number）とはグレゴリオ暦開始日からの通算の日数である。LDと略される。ユリウス通日とは異なり、リリウス日は常に（正の）整数である。グレゴリオ暦開始日である1582年10月15日のリリウス日の値が1（0ではない。）であり、以後は2、3、4と増える。
- 1582年10月15日　　リリウス日 = 1
- 1582年10月16日　　リリウス日 = 2
- 1582年10月17日　　リリウス日 = 3
- 2000年01月01日　　リリウス日 = 152 385
- 2016年01月28日　　リリウス日 = 158 256

リリウス日は、1986年にIBMの Bruce G. Ohms によって発明され、名称はグレゴリオ暦制定の際に改暦委員であった天文学者アロイシウス・リリウス（Aloysius Lilius）にちなむ。
リリウス日付は、グレゴリオ暦の始まりから発生した任意の 2 つの日付間の日数を計算するために使用できる。
現在、IBM 言語環境プログラム (LE) の一部である日付変換ルーチン
 や
IBM AIX COBOL で使用されている。
現代では天文計算の分野ではユリウス通日が主に用いられ、リリウス日はあまり使用されない。

## LDの算出方法
{\displaystyle LD=\lfloor JD-2\ 299\ 159.5\rfloor }
ここでLDはリリウス日、JDは求める日のユリウス通日である。{\displaystyle \lfloor x\rfloor } は、床関数である。